# Harry Patch
Henry John „Harry“ Patch (17. června 1898 Combe Down – 25. července 2009 Wells) byl britský válečný veterán. Byl posledním žijícím účastníkem bojů v zákopech v první světové válce. Od 18. července 2009, kdy zemřel jiný válečný veterán Henry Allingham, byl Patch nejstarším žijícím mužem Evropy.
Mezi oceněními, která dostal, je i Řád čestné legie, který obdržel v roce 2009.